# Cataraqui
Die Cataraqui war eine 1840 gebaute Bark, die für das in Liverpool ansässige Unternehmen William Smith & Sons Passagiere und Fracht von Großbritannien nach Australien brachte und dabei hauptsächlich Auswanderer transportierte, die sich in Australien niederlassen wollten. Am 4. August 1845 wurde die Cataraqui in einem Sturm in der Bass-Straße auf die Klippen von King Island geschleudert. Beim schwersten Schiffsunglück in der Geschichte Australiens starben 399 Passagiere und Besatzungsmitglieder. Nur neun Menschen konnten sich retten.

## Das Schiff
Die 42 Meter lange hölzerne Bark Cataraqui wurde 1840 in der Schiffsbauwerft von William Lampson, einer der bekanntesten Werften von Quebec, gebaut. Der Name des Schiffs leitete sich von dem Begriff Katerokwi ab, der alten Bezeichnung des First-Nations-Stamms Mississaugas für das Gebiet in Ontario, in dem heute die Stadt Kingston liegt.
Die Cataraqui wurde fünf Jahre lang als Frachtschiff genutzt, bevor William Smith & Sons das Schiff im März 1845 kauften, in Liverpool registrieren ließen und für den Auswandererverkehr von England nach Port Phillip bei Melbourne in der Kolonie Victoria einsetzten.
Die Schiffs-Klassifikationsgesellschaft Lloyd’s Register of Shipping stufte die Cataraqui in ihre höchstmögliche Kategorie, 1A, ein. Nur zwei Wochen vor seiner letzten Abfahrt wurde das Schiff generalüberholt und inspiziert, wobei man ihm einen hervorragenden Zustand attestierte.

## Untergang
Am Sonntag, dem 20. April 1845 legte die Cataraqui in Liverpool zu ihrer ersten Überfahrt nach Australien ab. An Bord befanden sich 41 Besatzungsmitglieder und 369 Passagiere, darunter zahlreiche Frauen und Kinder. Das Kommando hatte Kapitän Christopher William Finlay, ein Schiffskommandant mit jahrelanger Erfahrung, der zuvor für Brooke & Wilson gearbeitet hatte. Thomas Guthrie war der Leitende Offizier und Charles Carpenter der Schiffsarzt. Während der Fahrt, am 4. Juli, ging der Seemann Robert Harvey über Bord und konnte nicht mehr gerettet werden. Fünf Kinder wurden unterwegs geboren, während sechs starben. Dies bedeutet, dass zum Zeitpunkt des Unglücks 408 (lebende) Menschen an Bord der Cataraqui waren.
Am frühen Morgen des 4. August, einem Montag, erreichte das Schiff den Eingang der Bass-Straße, einer Meerenge, die Tasmanien vom Süden Australiens trennt. Dort geriet die Cataraqui in einen schweren Sturm. Gegen 3 Uhr morgens rechnete Kapitän Finlay damit, dass es nur noch 60 bis 70 Meilen bis King Island, einer Insel an der Nordwestküste Tasmaniens, sein mussten. Gegen 04:30 Uhr lief das Schiff jedoch ohne Vorwarnung auf die schroffen Felsen der Bucht Fitzmaurice Bay an der Küste von King Island. Sofort drangen große Mengen Seewasser in den Rumpf ein. Durch die Wucht des Aufpralls wurden die Treppen und Leitern größtenteils weggerissen, doch der Mannschaft gelang es trotzdem, die meisten Passagiere an Deck zu bringen.
Die Evakuierungsversuche wurden von den hohen Wellen und dem stürmischen Wind behindert. Zahllose Menschen wurden von den über das Schiff hereinbrechenden Wogen erfasst und über Bord gespült. Die Brandung schleuderte sie gegen die Felsen am Ufer. Etwa eine Stunde nach der Grundberührung legte sich die Cataraqui auf die Seite, wodurch noch mehr Menschen in die aufgewühlte See geworfen wurden. Um das Schiff zu stabilisieren, wurden die Masten gekappt, doch der mit Wasser gefüllte Segler reagierte nicht. Bei Tagesanbruch waren noch etwa 200 Passagiere auf dem gestrandeten Wrack und klammerten sich fest. Überall wurden Seile festgemacht, damit sich die Schiffbrüchigen daran festhalten konnten. In den folgenden Stunden brach die Cataraqui nach und nach auseinander. Das Heck brach ein. Die verbliebenen Menschen wurden immer weiter dezimiert und fielen ins Wasser. Das letzte Rettungsboot, das gegen 10 Uhr vormittags versuchte, das Schiff zu verlassen, schlug voll Wasser und ging unter.
Acht Besatzungsmitglieder schafften es, sich an Wrackteilen festzuhalten und das Ufer zu erreichen, wo sie auf Solomon Brown, den einzigen überlebenden Passagier, trafen. Die neun Männer verbrachten fünf Wochen auf King Island, bevor sie am 7. September von dem Kutter Midge aufgenommen und nach Melbourne gebracht wurden. Bis dahin hatten sie 342 Tote in vier Massengräbern beigesetzt. Ein Mann namens David Howie, der auf der Insel jagte, hatte die Überlebenden in der Zwischenzeit unterstützt.

## Folgen

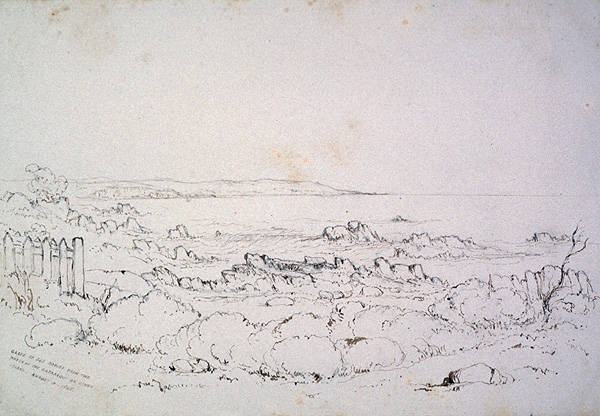
Eines der Massengräber, Skizze von 1845

Die Nachricht von der Katastrophe verursachte große Aufregung in Melbourne, welches das Ziel der Auswanderer gewesen war. Öffentliche Veranstaltungen fanden statt, um Spenden zu sammeln, die den Überlebenden und ihren Rettern zugutekommen sollten. 1846 wurde auf Anordnung von Lieutenant-Gouverneur Charles La Trobe ein Denkmal an der Unglücksstelle errichtet, das im Lauf der Zeit rostete und 1956 durch ein steinernes ersetzt wurde.
Das Wrack der Cataraqui liegt auf Position 40° 1′ 37″ S, 143° 52′ 49″ O in vier Metern Tiefe und wurde häufig von Tauchern aufgesucht. Zahlreiche Gegenstände wurden aus ihm geborgen. Da sämtliches Holz im Verlauf der Jahrzehnte verschwand, ist nicht mehr viel von dem Schiff übrig. Viele der geborgenen Artefakte sind im King Island Museum in Currie ausgestellt. Mit 399 Toten (nach anderen Quellen auch 405 oder 414) ist der Untergang der Cataraqui das schwerste zivile Schiffsunglück Australiens und außerdem die achtgrößte Katastrophe in der Geschichte Australiens (gemessen an Anzahl der Todesopfer).